# 200e division (Chine)
Pour les articles homonymes, voir Division de fer.
La 200e division ((zh) : 第200師, 第200师, Hanyu pinyin : Dì 200 Shī) de l'Armée nationale révolutionnaire est une unité d'infanterie mécanisée rassemblant l'essentiel des engins blindés de la République de Chine. Elle est la seule division motorisée de toute l'armée chinoise en 1940.

## Histoire

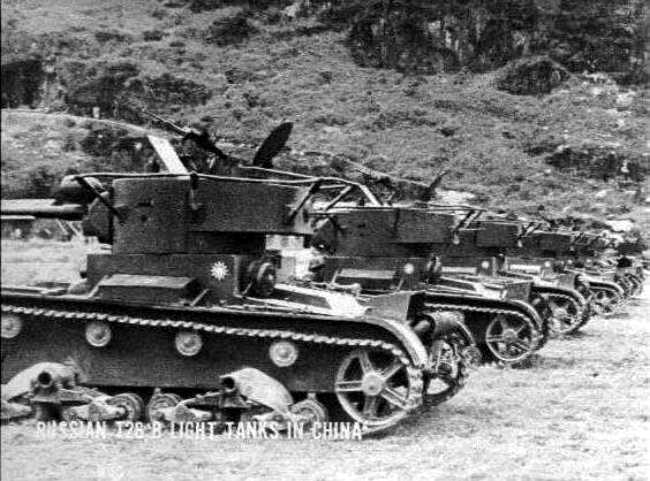
Quelques-uns des plus de 80 T-26 modèle 1933 livré par l'URSS en 1938. Ils furent mis en service par la de l'ANR.

Elle avait été constituée en 1938 à la suite de l'invasion japonaise de la Chine par des conseillers de l'armée rouge, autour d’un régiment blindé et un d’infanterie motorisée. Le premier comprenait quatre bataillons de chars à trois compagnies chacun et la division comptait en théorie 200 véhicules blindés et 20 000 hommes.
Pour équiper sa première division blindée, le gouvernement chinois (qui n’avait alors que des lots de quelques dizaines véhicules disparates dont des Panzer I et II reçus dans le cadre de la coopération sino-germanique équipant les trois bataillons blindés créés au début du conflit) avait acheté 88 T-26 et des automitrailleuses BA-10 et BA-20.

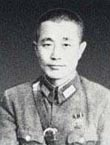
Général Du Yuming.

Sa première action a lieu lors de la bataille de Lanfeng (en) à Lankao, qui vit une victoire chinoise en mai 1938. La 200e Division, commandée par le général Du Yuming (chinois simplifié : 杜聿明, Tu Yu-ming), est de nouveau engagée fin 1938, infligeant une défaite retentissante à l’armée impériale japonaise lors de la bataille de la passe de Kunlun, où elle vainc une brigade japonaise. L'armée japonaise n'ayant pas l'habitude d'affronter des chars depuis le début de leur invasion.
Elle associait alors à ses deux premiers régiments un régiment d’automitrailleuses et un d’artillerie. Son équipement se composait à ce moment de 70 T-26, 40 BT-5, une vingtaine de chenillettes CV-33, quelques Leichter Panzerspähwagen, plus 50 BA-10 ou BA-20 pour le régiment d’automitrailleuses. Le régiment d’infanterie motorisée utilisait des fusils et des camions soviétiques ainsi que des camions Ford et le régiment d’artillerie disposait de 12 obusiers de 122 mm, de canons antiaériens de 45 mm et de 8 ou 10 canons de campagne de 75 mm. Cependant, la division devait subir de lourdes pertes lors d’une contre-offensive japonaise tardive. Par la suite, elle allait perdre la plus grande partie de son équipement en combat, mais aussi à cause de pannes irréparables liées à l’absence de pièces détachées, l’aide soviétique allant déclinant.
Elle est ensuite commandée par le major-général Dai Anlan (Tai An-Lan) en 1939 et fait partie de la 5e armée qui passa sous le commandement du général Du Yuming, elle-même incorporée dans le 38e groupe d'armées lorsqu'elle est réorganisée en division d'infanterie en début d'année 1942.	
Durant la première phase de la campagne de Birmanie, une force expéditionnaire chinoise est envoyée pour soutenir les forces armées britanniques et maintenir ouverte la route de Birmanie à partir du 25 février 1942.
La division a tenu Taungû contre les forces japonaises pendant douze jours lors de la bataille de Taungû en mars 1942, mais n'a pas reçu le soutien de la nouvelle 22e division et a été forcée de se retirer avec de lourdes pertes, estimées à 2 000 sur un effectif de 9 000 membres. Son commandant, considéré comme un combattant audacieux et tenace, a été mortellement blessé dans une embuscade alors que la division se retirait dans la montagne à Myitkyina, et elle fut pratiquement anéantie durant son repli vers la Chine.

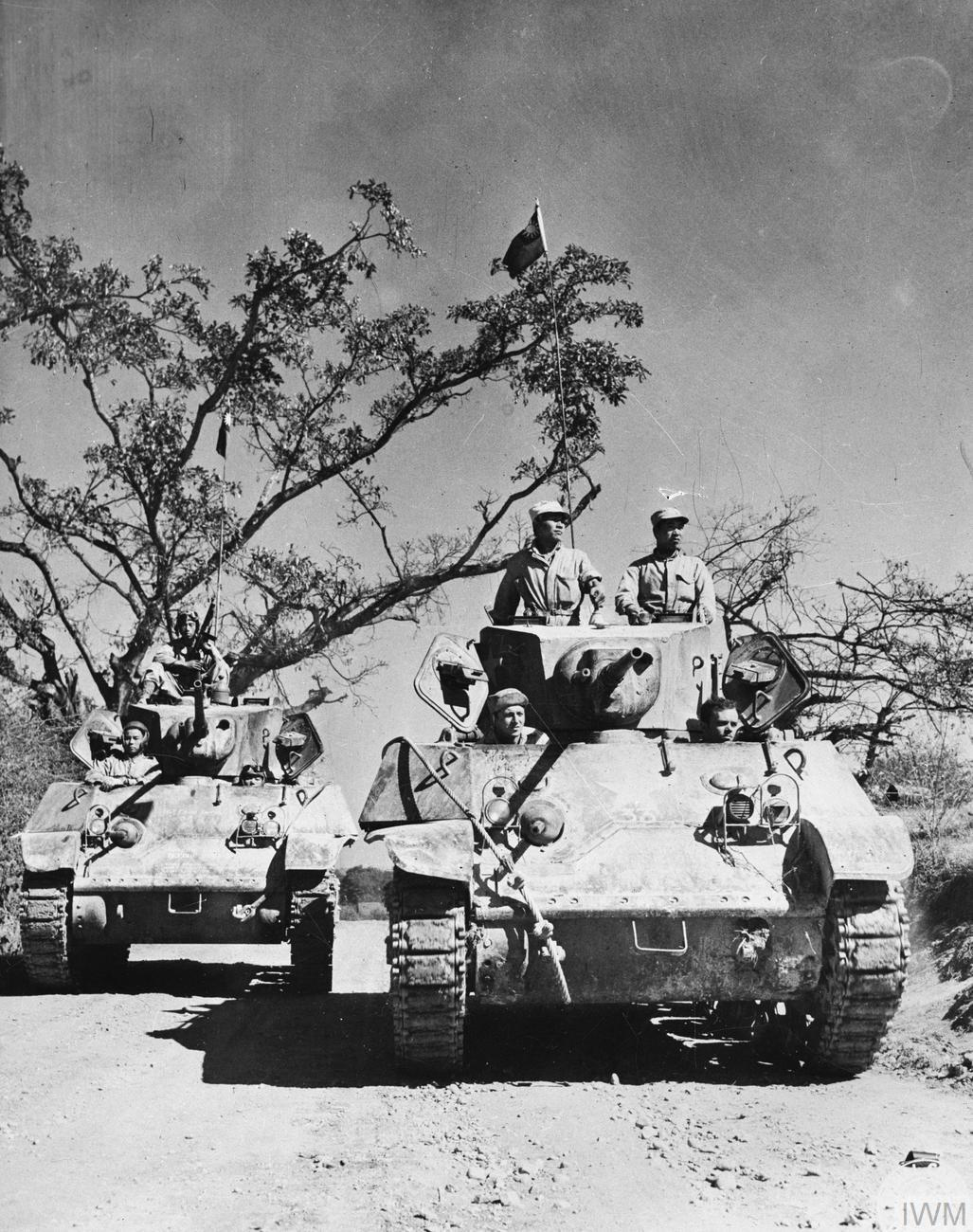
Des chars M3 Stuart chinois en Birmanie entre février 1944 et août 1945.

Durant la suite de cette campagne, l'armée chinoise fut équipée de 48 M3 Stuart en 1943 et de 35 Sherman M4 entre 1943 et 1944.
Cette formation a disparu en 1949 à la suite de la défaite du KMT dans la guerre civile chinoise.

## Organisation

### En janvier 1938
- 1149e régiment (Régiment de chars)
- 1150e régiment (Régiment de chars)
- 1151e régiment (Régiment de voitures blindées)
- 1152e régiment (Infanterie mécanisée)
- 52e régiment d'artillerie

### En octobre 1938
Commandant : Major-Général Tai An Lan
- 598e Régiment
- 599e Régiment
- 600e Régiment

## Décorations
- Presidential Unit Citation
- Drapeau du Tigre

## Sources
- (en) « Elite Troops of the National Revolutionary Army, the 200th Division »